# Capitalitat de Valladolid

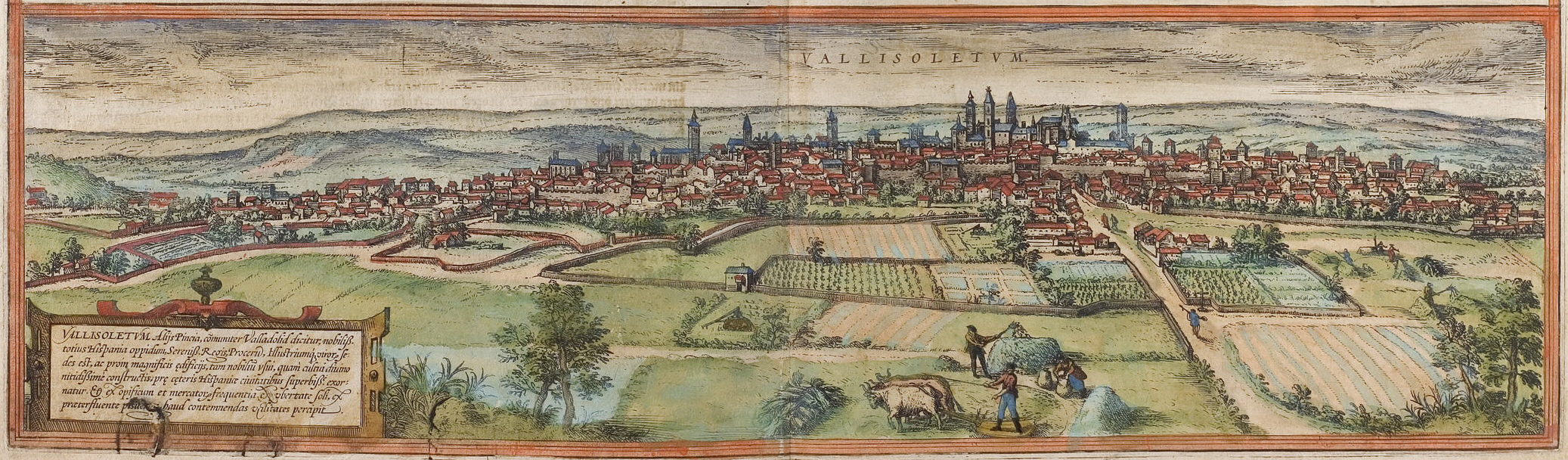
Valladolid a les darreries del.

El concepte capitalitat de Valladolid es refereix a la condició de capital política que va tenir la ciutat de Valladolid en diversos moments de la seva història, però especialment durant l'estada de la cort de Felip III de Castella sota el validatge del Duc de Lerma, entre 1601 i 1606. Abans i després d'aquest breu període va funcionar la capitalitat de Madrid.

## Corts de Valladolid
La celebració repetida de Corts de Castella a Valladolid durant tota la Baixa edat mitjana, i la fixació de la Reial Audiència com a institució permanent permeten considerar a la ciutat com la capital judicial de la Corona de Castella, encara que no com a seu permanent de la cort reial ni de la resta de les institucions, que eren itinerants. Tampoc com a capital parlamentària, ja que es van celebrar Corts en moltes altres localitats.

## La Cort a Valladolid
La presència esporàdica de la Cort a Valladolid era també freqüent, i així per exemple va néixer a Valladolid Felip II de Castella el 1527.
Les raons per les quals el Duc de Lerma va traslladar la Cort a Valladolid i cinc anys després novament a Madrid eren múltiples: se sol indicar de tenir el rei lluny de Madrid i prop dels seus dominis nobiliaris era una d'elles, i que una altra molt poderosa era l'enriquiment que va aconseguir amb això (acceptació de suborns de les dues localitats i operacions immobiliàries especulatives).